# Кирле
Кирле (фр. Curley) насеље је и општина у источном делу централне Француске у региону Бургоња, у департману Златна обала која припада префектури Дижон.
По подацима из 2011. године у општини је живело 140 становника, а густина насељености је износила 24,35 становника/km². Општина се простире на површини од 5,75 km². Налази се на средњој надморској висини од 400 метара (максималној 528 m, а минималној 360 m).

## Демографија
| 1962. | 1968. | 1975. | 1982. | 1990. | 1999. | 2011. |
| ----- | ----- | ----- | ----- | ----- | ----- | ----- |
| 18    | 24    | 25    | 56    | 85    | 118   | 140   |

График промене броја становника у току последњих година